# Kamwemwetaake Tika
Kamwemwetaake Tika – kiribatyjski polityk. 
Reprezentant okręgu Tarawa Północna. W latach 1987–1991 członek kiribatyjskiego parlamentu.